# Canton d'Amboise
Le canton d'Amboise est une division administrative française, située dans le département d'Indre-et-Loire et la région Centre-Val de Loire.
À la suite du redécoupage cantonal de 2014, les limites territoriales du canton sont remaniées. Le nombre de communes du canton passe de 12 à 14.

## Représentation

### Conseillers d'arrondissement (de 1833 à 1940)
| Période                                  | Période          | Identité                              | Étiquette         | Qualité |
| ---------------------------------------- | ---------------- | ------------------------------------- | ----------------- | --- |
| 1833                                     | 1836             | Julien Joseph Louis Marie Guiot jeune |                   | Ancien notaire, Nazelles                                                                                    |
| 1836                                     | 1839             | M. Gitton                             |                   | Ancien notaire à Amboise                                                                                    |
| 1839                                     | 1842             | Jules Diard-Billaut                   |                   | Marchand de bois à Amboise                                                                                  |
| 1842                                     | 1848             | M. Monjot                             |                   | Maire de Cangey                                                                                             |
|                                          |                  |                                       |                   | |
| avant 1883                               | 1885 (décès)     | Aristide Allard (1803-1885)           |                   | Notaire à Amboise                                                                                           |
|                                          |                  |                                       |                   | |
|                                          | 1894 (démission) | Aristide Allard                       | Rad.              | Notaire à Amboise                                                                                           |
|                                          |                  |                                       |                   | |
| 1919                                     | 1925             | M. Petit                              |                   | Conseiller municipal d'Amboise, Président du Conseil d'arrondissement                                       |
| 1925                                     | 1928             | M. Pinguet                            |                   | Propriétaire à Amboise                                                                                      |
| 1928                                     | 1934             | M. Richard                            |                   | Propriétaire à Lussault                                                                                     |
| 1934                                     | 1936 (décès)     | Louis Mangeant (1874-1936)            | Union des Gauches | Entrepreneur de battage, adjoint au maire de Saint-Denis-Hors                                               |
| 1936                                     | 1940             | M. Marchadier                         |                   | Maire de Limeray                                                                                            |
| 1940                                     |                  |                                       |                   | Les conseils d'arrondissement ont été suspendus par la loi du 12 octobre 1940 et n'ont jamais été réactivés |
| Les données manquantes sont à compléter. |                  |                                       |                   | |

### Conseillers généraux de 1833 à 2015
| Période | Période      | Identité                               | Étiquette     | Qualité |
| ------- | ------------ | -------------------------------------- | ------------- | --- |
| 1833    | 1842         | Silvain-René Gautron-Genty (1767-1844) |               | Propriétaire, marchand de vin Maire d'Amboise (1817-1822, 1834-1843) |
| 1842    | 1871         | Charles François Hippolyte Diard       |               | Avocat-général à Orléans puis Président de Chambre honoraire à la Cour Impériale de Riom (Puy-de-Dôme) Propriétaire à Noizay                                                                 |
| 1871    | 1894 (décès) | Charles Guinot                         | Républicain   | Entrepreneur de travaux publics Député (1871-1879) - Sénateur (1879-1893) Maire d'Amboise (1860-1864 et 1865-1893) Président du Conseil Général                                              |
| 1894    | 1901         | Aristide Allard                        | Rad.          | Notaire à Amboise, conseiller d'arrondissement |
| 1901    | 1906 (décès) | Ernest Mabille                         | Rad.          | Maire d'Amboise (1896-1906) |
| 1906    | 1919         | Emmanuel Mabille (1863-1942)           | Rad.          | Maire d'Amboise (1906-1910) |
| 1919    | 1940         | Émile Gounin                           | Rad.          | Maire d'Amboise (1919-1966) |
|         |              |                                        |               | |
| 1945    | 1951         | Émile Gounin                           | Rad.          | Maire d'Amboise (1919-1966) |
| 1951    | 1970         | Michel Debré                           | UDR           | Maître des Requêtes au Conseil d'Etat Maire d'Amboise (1966-1989) Sénateur d'Indre-et-Loire (1948-1958) Premier Ministre (1959-1962) Député de La Réunion (1963-1966, 1967, 1968, 1973-1988) |
| 1970    | 1976         | André Chollet                          | Rad. puis MRG | Pharmacien Maire d'Amboise (1989-1992) |
| 1976    | 1992         | Michel Debré                           | RPR           | Maire d'Amboise de 1966 à 1989 Député Européen de 1979 à 1980 Ministre (1966-1973) |
| 1992    | 1994         | Bernard Debré (fils du précédent)      | RPR           | Médecin Député d'Indre-et-Loire (1986-1994) Vice-Président du Conseil général Maire d'Amboise (1992-2001) Ministre (1994-1995)                                                               |
| 1994    | 2015         | Christian Guyon                        | DVG (ex-PS)   | Enseignant Maire d'Amboise (2001-2020) |

### Conseillers départementaux à partir de 2015
| Période élective | Période élective | Mandat | Mandat   | Identité                  | Nuance | Nuance | Qualité |
| ---------------- | ---------------- | ------ | -------- | ------------------------- | ------ | ------ | --- |
| 2015             | 2021             | 2015   | 2021     | Laurence Cornier-Goehring |        | DVG    | Enseignante, adjointe au maire de Limeray                                                                          |
| 2015             | 2021             | 2015   | 2021     | Rémi Leveau               |        | DVG    | Enseignant, conseiller municipal (opposition) d'Amboise                                                            |
| 2021             | 2028             | 2021   | en cours | Rémi Leveau               |        | DVG    | Consultant en financements publics, Amboise                                                                        |
| 2021             | 2028             | 2021   | en cours | Anne Truet                |        | DVG    | Vice-Présidente de l’École de musique et de théâtre d'Amboise, ancienne adjointe au maire de Saint-Ouen-les-Vignes |

### Résultats détaillés

#### Élections de mars 2015
À l'issue du 1er tour des élections départementales de 2015, trois binômes sont en ballottage : Laurence Cornier-Goehring et Rémi Leveau (PS, 33,11 %), Thierry Boutard et Christine Fauquet (Union de la Droite, 31,78 %) et Claude Carchon et Nelly Sellier (FN, 26,54 %). Le taux de participation est de 51,84 % (10 297 votants sur 19 863 inscrits) contre 50,88 % au niveau départemental et 50,17 % au niveau national.
Au second tour, Laurence Cornier-Goehring et Rémi Leveau (PS) sont élus avec 39,53 % des suffrages exprimés et un taux de participation de 55,24 % (4 178 voix pour 10 972 votants et 19 864 inscrits).
Remi Leveau est membre de LREM.

#### Élections de juin 2021
Le premier tour des élections départementales de 2021 est marqué par un très faible taux de participation (33,26 % au niveau national). Dans le canton d'Amboise, ce taux de participation est de 32,2 % (6 709 votants sur 20 837 inscrits) contre 30,88 % au niveau départemental. À l'issue de ce premier tour, deux binômes sont en ballottage : Rémi Leveau et Anne Truet (DVG, 30,72 %) et Marie Arnoult et Jocelyn Garconnet (DVD, 29,1 %).
Le second tour des élections est marqué une nouvelle fois par une abstention massive équivalente au premier tour. Les taux de participation sont de 34,36 % au niveau national, 31,33 % dans le département et 32,99 % dans le canton d'Amboise. Rémi Leveau et Anne Truet (DVG) sont élus avec 53,42 % des suffrages exprimés (3 380 voix pour 6 876 votants et 20 840 inscrits),,.

## Composition

### Composition avant 2015
Le canton d'Amboise regroupait douze communes.
| Nom                   | Code Insee | Codepostal | Superficie (km2) | Population (dernière pop. légale) | Densité (hab./km2) |
| --------------------- | ---------- | ---------- | ---------------- | --------------------------------- | ------------------ |
| Amboise (chef-lieu)   | 37003      | 37400      | 40,65            | 13 157 (2012)                     | 324                |
| Cangey                | 37043      | 37530      | 22,98            | 1 084 (2012)                      | 47                 |
| Chargé                | 37060      | 37530      | 8,46             | 1 226 (2012)                      | 145                |
| Limeray               | 37131      | 37530      | 14,39            | 1 229 (2012)                      | 85                 |
| Lussault-sur-Loire    | 37138      | 37400      | 9,36             | 722 (2012)                        | 77                 |
| Montreuil-en-Touraine | 37158      | 37530      | 25,09            | 772 (2012)                        | 31                 |
| Mosnes                | 37161      | 37530      | 14,50            | 740 (2012)                        | 51                 |
| Nazelles-Négron       | 37163      | 37530      | 22,32            | 3 568 (2012)                      | 160                |
| Pocé-sur-Cisse        | 37185      | 37530      | 10,61            | 1 627 (2012)                      | 153                |
| Saint-Ouen-les-Vignes | 37230      | 37530      | 18,55            | 1 022 (2012)                      | 55                 |
| Saint-Règle           | 37236      | 37530      | 6,49             | 520 (2012)                        | 80                 |
| Souvigny-de-Touraine  | 37252      | 37530      | 26,18            | 372 (2012)                        | 14                 |

### Composition depuis 2015
Le nouveau canton d'Amboise est composé de quatorze communes.
| Nom                             | Code Insee | Intercommunalité    | Superficie (km2) | Population (dernière pop. légale) | Densité (hab./km2) | Modifier                                    |
| ------------------------------- | ---------- | ------------------- | ---------------- | --------------------------------- | ------------------ | ------------------------------------------- |
| Amboise (bureau centralisateur) | 37003      | CC du Val d'Amboise | 40,65            | 13 132 (2022)                     | 323                | modifier les données · modifier les données |
| Cangey                          | 37043      | CC du Val d'Amboise | 22,98            | 1 030 (2022)                      | 45                 | modifier les données · modifier les données |
| Chargé                          | 37060      | CC du Val d'Amboise | 8,46             | 1 352 (2022)                      | 160                | modifier les données · modifier les données |
| Limeray                         | 37131      | CC du Val d'Amboise | 14,39            | 1 261 (2022)                      | 88                 | modifier les données · modifier les données |
| Lussault-sur-Loire              | 37138      | CC du Val d'Amboise | 9,36             | 890 (2022)                        | 95                 | modifier les données · modifier les données |
| Montreuil-en-Touraine           | 37158      | CC du Val d'Amboise | 25,09            | 750 (2022)                        | 30                 | modifier les données · modifier les données |
| Mosnes                          | 37161      | CC du Val d'Amboise | 14,50            | 815 (2022)                        | 56                 | modifier les données · modifier les données |
| Nazelles-Négron                 | 37163      | CC du Val d'Amboise | 22,32            | 3 682 (2022)                      | 165                | modifier les données · modifier les données |
| Neuillé-le-Lierre               | 37166      | CC du Val d'Amboise | 16,63            | 763 (2022)                        | 46                 | modifier les données · modifier les données |
| Noizay                          | 37171      | CC du Val d'Amboise | 17,47            | 1 142 (2022)                      | 65                 | modifier les données · modifier les données |
| Pocé-sur-Cisse                  | 37185      | CC du Val d'Amboise | 10,61            | 1 760 (2022)                      | 166                | modifier les données · modifier les données |
| Saint-Ouen-les-Vignes           | 37230      | CC du Val d'Amboise | 18,55            | 975 (2022)                        | 53                 | modifier les données · modifier les données |
| Saint-Règle                     | 37236      | CC du Val d'Amboise | 6,49             | 626 (2022)                        | 96                 | modifier les données · modifier les données |
| Souvigny-de-Touraine            | 37252      | CC du Val d'Amboise | 26,18            | 391 (2022)                        | 15                 | modifier les données · modifier les données |
| Canton d'Amboise                | 3701       |                     | 253,68           | 28 569 (2022)                     | 113                | modifier les données                        |

## Démographie

### Démographie avant 2015
| 1962   | 1968   | 1975   | 1982   | 1990   | 1999   | 2006   | 2011   | 2012   |
| ------ | ------ | ------ | ------ | ------ | ------ | ------ | ------ | ------ |
| 15 542 | 16 241 | 19 242 | 20 694 | 21 939 | 23 060 | 24 790 | 25 829 | 26 039 |

### Démographie depuis 2015
En 2022, le canton comptait 28 569 habitants, en évolution de +2,17 % par rapport à 2016 (Indre-et-Loire : +1,67 %, France hors Mayotte : +2,11 %).
| 2013   | 2018   | 2022   |
| ------ | ------ | ------ |
| 28 210 | 27 851 | 28 569 |